# Ectocarpales
Ectocarpales é uma ordem de algas da classe Phaeophyceae (algas-castanhas). A ordem inclui famílias com tecidos pseudoparenquimatoos (Splachnidiaceae) ou parenquimatosos verdadeiros (Scytosiphonaceae).

## Descrição
Pseudoparenquimatoso refere-se a uma alga filamentosa com células empacotadas muito juntas, que dão uma aparência de tecido parenquimatoso, sendo este último composto por células que realmente se podem dividir nas três dimensões, o que não é usual entre as algas. As algas filamentosas são compostas de células que se dividem ao longo de um só plano, o que permite apenas o alongamento dos filamentos para formar uma ou várias fileiras de células. As algas que podem dividir-se em duas dimensões podem formar talos ou corpos em forma de folha. As células que podem dividir-se nos três planos podem proporcionar que o organismo possa desenvolver o seu corpo segundo um plano mais complexo, incluindo a diferenciação num talo erecto de algum tipo e um pé para poder fixar-se ao subtrato.

## Famílias
De acordo com o AlgaeBASE (7 de Julho de 2012):
- Família Acinetosporaceae G.Hamel ex J.Feldmann
- Família Adenocystaceae F.Rousseau, B.de Reviers, M.-C.Leclerc, A.Asensi, & R.Delépine
- Família Chordariaceae R.K.Greville
- Família Ectocarpaceae C.Agardh
- Família Mesosporaceae J.Tanaka & Chihara
- Família Myrionemataceae Nägeli
- Família Petrospongiaceae Racault & al.
- Família Scytosiphonaceae Farlow

De acordo com o CatalogueofLife (7 de Julho de 2012):
- Família Acinetosporaceae
- Família Adenocystaceae
- Família Chordariaceae
- Família Chordariopsidaceae
- Família Ectocarpaceae
- Família Ishigeaceae
- Família Mesosporaceae
- Família Myrionemataceae
- Família Pylaiellaceae
- Família Ralfsiaceae

De acordo com o NCBI (7 de Julho de 2012):
- Família Acinetosporaceae
- Família Acrotrichaceae
- Família Adenocystaceae
- Família Chordariaceae
- Família Ectocarpaceae
- Família Ishigeaceae
- Família Mesosporaceae
- Família Scytosiphonaceae

De acordo com o World Register of Marine Species (7 de Julho de 2012):
- Família Acinetosporaceae
- Família Adenocystaceae
- Família Chordariaceae
- Família Chordariopsidaceae
- Família Ectocarpaceae
- Família Lithodermataceae
- Família Mesosporaceae
- Família Myrionemataceae
- Família Petrospongiaceae
- Família Pilayellaceae
- Família Pylaiellaceae
- Família Sorocarpaceae